# Beaumont Leys
Beaumont Leys är en stadsdel i Leicester, i distriktet Leicester, i grevskapet Leicestershire i England. Stadsdelen hade 18 814 invånare år 2021. Beaumont Leys var en civil parish 1858–1935 när blev den en del av Leicester, Anstey och Thurcaston. Civil parish hade 169 invånare år 1931.